# Мідяково
Мідя́ково (рос. Мидяково, марій. Кугунур) — присілок у складі Гірськомарійського району Марій Ел, Росія. Входить до складу Усолинського сільського поселення.

## Населення
Населення — 36 осіб (2010; 63 у 2002).
Національний склад (станом на 2002 рік):
- гірські марійці — 95 %